# Leptocereus sylvestris
Leptocereus sylvestris är en kaktusväxtart som beskrevs av Nathaniel Lord Britton och Joseph Nelson Rose. Leptocereus sylvestris ingår i släktet Leptocereus och familjen kaktusväxter. Inga underarter finns listade i Catalogue of Life.

## Bildgalleri

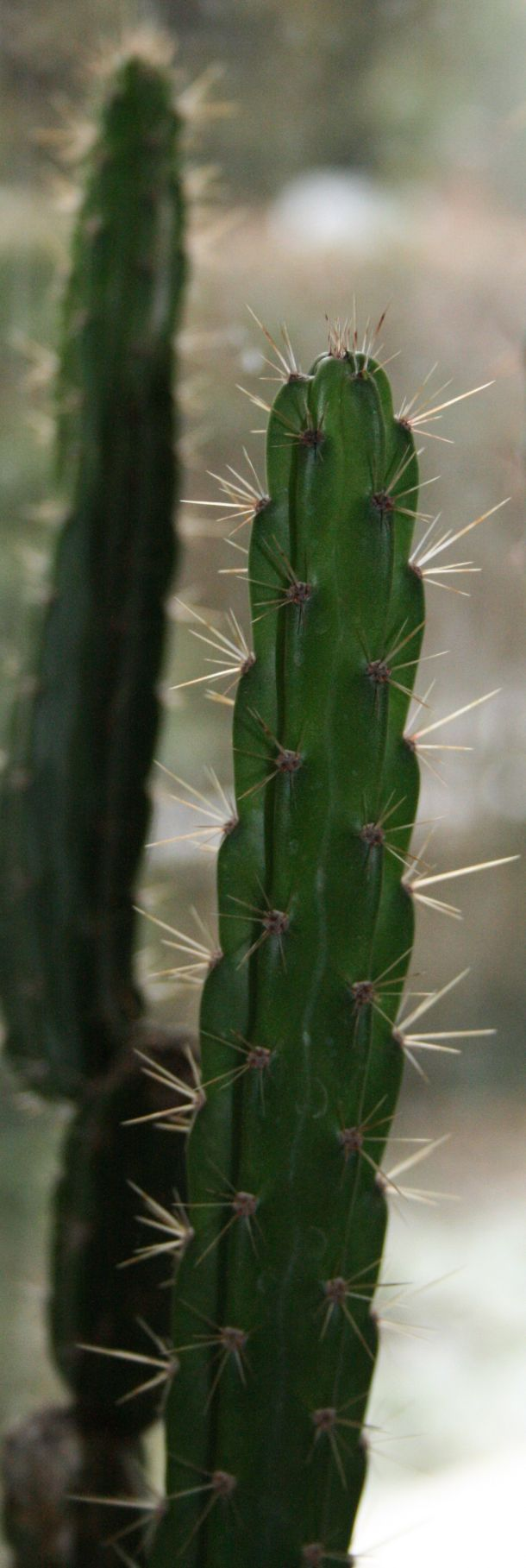